# Magenta Discos
Magenta Discos es la compañía discográfica de música nacional en Argentina más antigua del mercado. Desde 1967, la compañía cuenta con un amplio catálogo de música nacional con más de 1000 LP, videocintas, sencillos, compactos duplos, cartuchos de audio, casetes, discos compactos, videoclips, DVD, descarga digital, siendo la número uno en géneros tales como la cumbia argentina, el tango y el folklore, entre otros y compitiendo de igual a igual con las empresas discográficas multinacionales. 
Los diversos medios de difusión tecnológica permitieron al sello Magenta Discos vender un millón doscientas mil copias del reconocido artista de cuarteto Rodrigo en 2000 y 2001.

## Historia
Magenta Discos fue fundada en el año 1967 por Oscar Kirovsky, con el propósito de producir, grabar, promocionar y difundir música de Argentina.
A decir verdad dicha decisión no se basó en un proyecto meramente cultural sino que fue también el resultado de un análisis socioeconómico ya que por un lado las grabadoras multinacionales no le daban la correspondiente cabida a muchos artistas provenientes del interior y por el otro, era la única forma de competir mano a mano con productos nacionales pues los internacionales venían con las grabaciones, videos, marketing, etc. ya hechos de afuera y con presupuestos inalcanzables.
En esos años la compañía produjo entre otras cosas los primeros Long play de: Jorge Cafrune, Los de Salta, Hedgar Di Fulvio en folklore, Nelly Omar, Rodolfo Lesica, Alberto Morán, e infinidad de artistas de los géneros tango y folklore. En el año 1982 y luego de una penosa enfermedad fallece quien fuera hasta ese entonces su presidente, Oscar Kirovsky y se hace cargo de la presidencia de la empresa su hijo Norberto quien conduce los destinos de la misma hasta la actualidad. En marzo de 2007 la empresa cumplió sus primeros 40 años de vida convirtiéndose en la discográfica Argentina con más antigüedad del mercado ya que sus antecesoras Music Hall, Microfon y Trova quebraron y fueron absorbidas por otras discográficas.
Pasaron por sus filas y se consagraron artistas y grupos de la talla como:
- Rodrigo
- Gladys, la bomba tucumana, consagrándose en el año 1992 como la primera mujer en la historia de Argentina en conseguir el triple platino por las ventas de sus discos
- Commanche
- El Polaco
- Gilda
- Grupo Sombras
- Pibes Chorros
- Los del Fuego
- Daniel Agostini
- Cuarteto Imperial
- Damas Gratis

entre otros; y si bien en la actualidad la compañía es número uno en música tropical, nunca abandono las producciones de otros géneros.
En los últimos años grabaron: Carlos Torres Vila, Los 4 de Córdoba, Los Fronterizos, el Chango Nieto, Los Cantores del Alba en folklore, los últimos CD antes de su fallecimiento de Jorge Valdez, Argentino Ledesma y Jorge Sobral en tango.
Los Iracundos, Los Nocturnos, Juan Ramón, y demás en música de los años 1970.
Rata Blanca en el llamado rock nacional.

## En los medios
La compañía también se destacó produciendo programas de radio y televisión.
En ATC (en los años 1995 a 1997) Tropicalísima y Tropi Hits, en el año 1999 y 2000 Milenio Tropical el cual fue nominado y ganador del Martín Fierro (APTRA).
Entre el año 2003 al 2005 el exitoso ciclo 30 y pico donde desfilaron las estrellas más importantes de la música Argentina de los últimos 30 años.
Fantástico TV desde 1994 hasta 1998 por TVA y desde 2004 hasta el 2006 por Boca TV y hasta 2010 por la señal de Solo Tango
También programas de Tango para la señal Solo Tango y producciones de DVD junto a la familia Fabri que comercializamos hasta la actualidad (entre ellos D' Arienzo, Troilo, Solo Tango el show, 100 años de Tango. Nelly Omar en el Luna Park, Clases de Tango y muchos otros).
Entre los años 2003 al 2006 la señal de cable Tropicalísima Satelital.
En la actualidad BGM Industrias del Disco S.A. (Discográfica Magenta) es titular de la licencia de radiodifusión de categoría A, identificada con la señal distintiva LRI775 autorizada a emitir desde el partido de Gral. San Martín, Provincia de Buenos Aires según consta en la resolución ENACOM N.º E-6621/2017 en la frecuencia FM 104.9 MHz.